# 6. Biathlon-Weltcup 2019/20 (Pokljuka)
Der 6. Biathlon-Weltcup der Saison 2019/20 fand in Slowenien auf der alpinen Hochebene Pokljuka statt. Das Biatlonski stadion Pokljuka, in dem die Wettbewerbe stattfanden, ist ebenfalls Austragungsort der Biathlon-Weltmeisterschaften 2021. Ausgetragen wurden die Wettbewerbe in diesem Jahr zwischen dem 23. Januar und 26. Januar 2020.

## Wettkampfprogramm
| Datum       | Frauen    | Frauen                                       | Männer                                       | Männer                                       |
| ----------- | --------- | -------------------------------------------- | -------------------------------------------- | -------------------------------------------- |
| Do, 23.1.20 |           |                                              | 14:15 Uhr                                    | Einzel (20 km)                               |
| Fr, 24.1.20 | 14:15 Uhr | Einzel (20 km)                               |                                              |                                              |
| Sa, 25.1.20 | 13:15 Uhr | Single-Mixed Staffel (2 × 6 km + 2 × 7,5 km) | Single-Mixed Staffel (2 × 6 km + 2 × 7,5 km) | Single-Mixed Staffel (2 × 6 km + 2 × 7,5 km) |
| Sa, 25.1.20 | 15:00 Uhr | Mixed-Staffel (4 × 7,5 km)                   | Mixed-Staffel (4 × 7,5 km)                   | Mixed-Staffel (4 × 7,5 km)                   |
| So, 26.1.20 | 15:00 Uhr | Massenstart (12,5 km)                        | 12:15 Uhr                                    | Massenstart (15 km)                          |

## Teilnehmende Nationen
| - Belgien - Bulgarien - Deutschland - Estland - Finnland - Frankreich - Griechenland - Italien - Japan - Kanada - Kasachstan | - Kroatien - Lettland - Litauen - Moldau - Norwegen - Österreich - Polen - Rumänien - Russland - Schweden - Schweiz | - Serbien - Slowakei - Slowenien - Südkorea - Tschechien - Ukraine - Vereinigtes Königreich - Vereinigte Staaten - Volksrepublik China - Belarus |

## Ausgangslage
Die Rennen auf der Pokljuka waren gleich eine doppelte Generalprobe. Zum einen waren die Wettkämpfe die letzten vor den Weltmeisterschaften in Antholz die am 13. Februar 2020 begannen. Gleichzeitig waren es die letzten Rennen auf der Pokljuka, bevor dort die nächsten Weltmeisterschaften 2021 stattfinden sollen.
Während bereits im Vorfeld der Wettkämpfe bekannt wurde, dass Simon Schempp nicht an den Weltmeisterschaften teilnehmen werden wird, erhielt Erik Lesser noch eine Chance seine fehlende WM-Norm zu erreichen. Er ersetzte Roman Rees, der nur in der Vorwoche in Ruhpolding zum Einsatz kam und ebenfalls nicht an den Weltmeisterschaften teilnehmen wird. Im Team der deutschen Damen gab es im Vergleich zur Vorwoche keine Veränderungen.

## Ergebnisse
| 6. Weltcup auf der Pokljuka, 23. Januar bis 26. Januar 2020 | 6. Weltcup auf der Pokljuka, 23. Januar bis 26. Januar 2020 | 6. Weltcup auf der Pokljuka, 23. Januar bis 26. Januar 2020                  | 6. Weltcup auf der Pokljuka, 23. Januar bis 26. Januar 2020                        | 6. Weltcup auf der Pokljuka, 23. Januar bis 26. Januar 2020       |
| ----------------------------------------------------------- | ----------------------------------------------------------- | ---------------------------------------------------------------------------- | ---------------------------------------------------------------------------------- | ----------------------------------------------------------------- |
| Datum                                                       | Disziplin                                                   | Erster Platz                                                                 | Zweiter Platz                                                                      | Dritter Platz                                                     |
| 23. Januar 2020 (Do.)                                       | Einzel (20 km)                                              | Johannes Thingnes Bø                                                         | Martin Fourcade                                                                    | Fabien Claude                                                     |
| 24. Januar 2020 (Fr.)                                       | Einzel (15 km)                                              | Denise Herrmann                                                              | Hanna Öberg                                                                        | Anaïs Bescond                                                     |
| 25. Januar 2020 (Sa.)                                       | Single-Mixed-Staffel (2 × 6 km + 2 × 7,5 km)                | FrankreichÉmilien Jacquelin Anaïs Bescond                                    | EstlandRene Zahkna Regina Oja                                                      | ÖsterreichSimon Eder Lisa Hauser                                  |
| 25. Januar 2020 (Sa.)                                       | Mixed-Staffel (4 × 7,5 km)                                  | FrankreichQuentin Fillon Maillet Simon Desthieux Justine Braisaz Julia Simon | NorwegenTarjei Bø Johannes Thingnes Bø Synnøve Solemdal Ingrid Landmark Tandrevold | DeutschlandPhilipp Horn Johannes Kühn Janina Hettich Vanessa Hinz |
| 26. Januar 2020 (So.)                                       | Massenstart (15 km)                                         | Quentin Fillon Maillet                                                       | Benedikt Doll                                                                      | Johannes Thingnes Bø                                              |
| 26. Januar 2020 (So.)                                       | Massenstart (12,5 km)                                       | Hanna Öberg                                                                  | Lisa Vittozzi                                                                      | Anaïs Bescond                                                     |

## Verlauf

### Einzel

#### Männer
Start: Donnerstag, 23. Januar 2020, 14:15 Uhr
| Platz | Sportler                   | Zeit    | Schießfehler |
| ----- | -------------------------- | ------- | ------------ |
| 1     | Johannes Thingnes Bø       | 47:54,3 | 0+0+0+0      |
| 2     | Martin Fourcade            | +11,4   | 0+0+0+0      |
| 3     | Fabien Claude              | +25,6   | 0+0+0+0      |
| 4     | Philipp Nawrath            | +36,7   | 0+0+0+0      |
| 5     | Johannes Dale              | +1:02,4 | 0+1+0+0      |
| 6     | Tarjei Bø                  | +1:26,4 | 0+0+0+1      |
| 7     | Quentin Fillon Maillet     | +1:28,5 | 0+1+0+1      |
| 8     | Johannes Kühn              | +1:41,8 | 0+1+0+0      |
| 9     | Vetle Sjåstad Christiansen | +1:56,1 | 0+0+0+1      |
| 10    | Benedikt Doll              | +2:06,5 | 1+1+0+0      |

Gemeldet: 109 Athleten, nicht beendet: 1
Beim ersten Rennen nach seiner „Babypause“ (wurde Vater seines Sohnes Gustav) konnte Johannes Thingnes Bø erneut seinen größten Konkurrenten Martin Fourcade bezwingen. Der dritte Fabien Claude erreichte zum ersten Mal in seiner Karriere ein Podestplatz im Biathlon-Weltcup. Vor dem Rennen wurde bekannt, dass sein Vater Gilles bei einer Schneemobiltour auf dem Lac Saint-Jean in Kanada eingebrochen war. Seither galt er als vermisst. Claude, und sein für Belgien gestartete Bruder Florent, schrieben nach dem Rennen in den sozialen Netzwerken: „Ein Stern, der uns unser ganzes Leben begleiten wird. Wir lieben dich, Papa“. Zahlreiche der Athleten zollten Claude Respekt dafür, dass er trotz der psychischen Belastung sein bestes Rennen zeigte und bekundeten ihr Beileid.
Der beste Athlet aus der Schweiz war Benjamin Weger (22. / 2 Schießfehler). Bester Österreicher war Simon Eder der als 15. das Ziel erreichte. Noch besser machte es Lukas Hofer, der als 13. der beste Mann aus Italien war.

#### Frauen
Start: Freitag, 24. Januar 2020, 14:15 Uhr
| Platz | Sportler        | Zeit    | Schießfehler |
| ----- | --------------- | ------- | ------------ |
| 1     | Denise Herrmann | 41:33,4 | 0+0+0+0      |
| 2     | Hanna Öberg     | +59,2   | 0+1+0+0      |
| 3     | Anaïs Bescond   | +1:15,7 | 0+0+0+0      |
| 4     | Lisa Vittozzi   | +1:21,7 | 0+0+0+0      |
| 5     | Franziska Preuß | +2:02,8 | 0+0+0+0      |
| 6     | Clare Egan      | +2:10,4 | 0+0+0+0      |
| 7     | Lisa Hauser     | +2:53,2 | 1+0+0+0      |
| 8     | Irina Starych   | +2:59,5 | 0+0+0+0      |
| 9     | Aita Gasparin   | +3:02,6 | 0+0+0+1      |
| 10    | Emma Lunder     | +3:06,8 | 1+0+0+0      |

Gemeldet: 100 Athletinnen, nicht am Start: 1, nicht beendet: 1
Der Sieg von Denise Herrmann stellte gleichzeitig auch den ersten Sieg einer deutschen Biathletin in dieser Saison. Dank fehlerfreiem Schießen konnte die 31-jährige ihren fünften Weltcupsieg feiern. Auch Lisa Vittozzi, Zweite im Gesamtweltcup des letzten Jahres, konnte mit ihrem vierten Rang ebenfalls ihr bestes Saisonresultat erreichen. Mit Lisa Hauser und Aita Gasparin waren auch die besten Teilnehmer aus Österreich und der Schweiz unter den Top 10. Insgesamt schafften es neun unterschiedliche Nationen eine ihrer Athletinnen unter den besten Zehn zu bringen. Lediglich der DSV stellte zwei Damen.

### Single-Mixed-Staffel
Start: Samstag, 25. Januar 2020, 13:15 Uhr
| Platz | Land       | Sportler                                    | Zeit    | Strafrunden + Nachlader             |
| ----- | ---------- | ------------------------------------------- | ------- | ----------------------------------- |
| 1     | Frankreich | Émilien Jacquelin Anaïs Bescond             | 38:33,4 | 0+0 0+0 / 0+1 0+2 0+1 0+0 / 0+1 0+0 |
| 2     | Estland    | Rene Zahkna Regina Oja                      | +5,9    | 0+0 0+0 / 0+1 0+1 0+1 0+0 / 0+0 0+0 |
| 3     | Österreich | Simon Eder Lisa Hauser                      | +12,1   | 0+1 0+1 / 0+0 0+0 0+1 0+2 / 0+0 0+1 |
| 4     | Kanada     | Christian Gow Emma Lunder                   | +16,0   | 0+1 0+1 / 0+1 0+2 0+1 0+0 / 0+0 0+0 |
| 5     | Ukraine    | Dmytro Pidrutschnyj Anastassija Merkuschyna | +28,8   | 0+0 0+0 / 0+0 0+0 1+3 0+0 / 0+0 0+1 |

Gemeldet und am Start: 26 Nationen, überrundet: 2
Bei der zweiten Austragung der Single-Mixed-Staffel in der Saison konnten die Franzosen gewinnen, die beim Saisonauftakt noch Vierter waren. Das zweitplatzierte Duo aus Estland (Zahkna / Oja) konnte das erste Podium überhaupt für ihr Land in einem Mixed-Wettbewerb gewinnen. Die Österreicher kamen als Dritte ins Ziel. Serafin Wiestner und Irene Cadurisch erreichten für die Schweiz den sechsten Platz. Das deutsche Team mit Erik Lesser und Franziska Preuß, in der gleichen Besetzung in Östersund noch Zweiter, erreichte den elften Platz. Thomas Bormolini und Lisa Vittozzi beendeten für Italien das Rennen auf Platz 19.

### Mixed-Staffel
Start: Samstag, 25. Januar 2020, 15:00 Uhr
| Platz | Land        | Sportler                                                                   | Zeit      | Strafrunden + Nachlader         |
| ----- | ----------- | -------------------------------------------------------------------------- | --------- | ------------------------------- |
| 1     | Frankreich  | Quentin Fillon Maillet Simon Desthieux Justine Braisaz Julia Simon         | 1:17:53,3 | 0+1 0+0 0+2 0+0 0+1 0+1 0+1 0+2 |
| 2     | Norwegen    | Tarjei Bø Johannes Thingnes Bø Synnøve Solemdal Ingrid Landmark Tandrevold | +40,6     | 0+0 0+0 0+2 0+0 0+0 0+2 0+0 0+0 |
| 3     | Deutschland | Philipp Horn Johannes Kühn Janina Hettich Vanessa Hinz                     | +1:01,4   | 0+0 0+0 0+0 0+1 0+0 0+2 0+1 0+1 |
| 4     | Russland    | Matwei Jelissejew Alexander Loginow Larissa Kuklina Irina Starych          | +1:24,8   | 0+2 0+0 0+1 0+3 0+0 0+1 0+0 0+0 |
| 5     | Schweden    | Peppe Femling Jesper Nelin Anna Magnusson Elisabeth Högberg                | +1:34,3   | 0+2 0+0 0+0 0+0 0+0 0+1 0+1 0+2 |

Gemeldet und am Start: 26 Nationen, überrundet: 3, nicht beendet: 1, disqualifiziert: 1
Nachdem nur wenige Stunden zuvor bereits das Duo der Single-Mixed-Staffel ihr Rennen gewonnen hatte, konnte auch das Französische Quartett den ersten Rang erreichen. Das deutsche Team hinter den Norwegern als Dritte ins Ziel. Die besten Deutschen des Gesamtweltcups bei den Damen und Herren, Denise Herrmann und Benedikt Doll, nahmen jedoch nicht an der Mixed-Staffel teil, die erstmals über 4 × 7,5 Kilometer ausgetragen wurde (seit diesem Jahr gilt die Strecke des Geschlechts des Startläuferes / der Startläuferin für alle vier Athleten). Die Mannschaft aus Italien, Gewinner der ersten Mixed-Staffel, beendete das Rennen auf dem 9. Platz einen Platz vor den Schweizern. Die Österreicher kamen trotz einer Strafrunde als Siebtes in Ziel.

### Massenstart

#### Männer
Start: Sonntag, 26. Januar 2020, 12:15 Uhr
| Platz | Sportler                   | Zeit    | Schießfehler |
| ----- | -------------------------- | ------- | ------------ |
| 1     | Quentin Fillon Maillet     | 36:21,5 | 0+0+1+0      |
| 2     | Benedikt Doll              | +10,0   | 0+1+0+0      |
| 3     | Johannes Thingnes Bø       | +10,3   | 1+0+0+1      |
| 4     | Vetle Sjåstad Christiansen | +10,6   | 0+0+0+1      |
| 5     | Martin Fourcade            | +10,8   | 0+0+1+0      |
| 6     | Erlend Bjøntegaard         | +21,4   | 0+1+0+1      |
| 7     | Johannes Dale              | +39,8   | 0+0+1+1      |
| 8     | Simon Eder                 | +42,8   | 0+0+0+0      |
| 9     | Tarjei Bø                  | +43,5   | 0+1+0+1      |
| 10    | Lukas Hofer                | +1:05,4 | 0+0+1+1      |

Gemeldet und am Start: 30 Athleten
Für Quentin Fillon Maillet war es der erste Sieg in der Saison. Der Franzose leistete sich insgesamt einen Fehler am Schießstand und lief zusätzlich noch die drittbeste reine Laufzeit. Im Kampf um den zweiten Platz lieferten sich gleich vier Athleten ein knappes Duell. Am Ende vor war Benedikt Doll. Der Deutsche kam nur 0,3 Sekunden vor dem norwegischen Überflieger Bø ins Ziel, der auch schon das Einzel in Pokljuka gewonnen hatte. Es folgten jeweils nur mit knappem Rückstand sein Landsmann Christiansen und der Gesamtweltcupführende Fourcade, der noch als Zweiter auf die Schlussrunde gegangen war. Als einziger qualifizierter Schweizer wurde Benjamin Weger mit zwei Schießfehlern 23.

#### Frauen
Start: Sonntag, 26. Januar 2020, 15:00 Uhr
| Platz | Sportler                   | Zeit    | Schießfehler |
| ----- | -------------------------- | ------- | ------------ |
| 1     | Hanna Öberg                | 34:14,4 | 0+0+1+0      |
| 2     | Lisa Vittozzi              | +6,5    | 0+0+0+0      |
| 3     | Anaïs Bescond              | +27,6   | 0+0+0+0      |
| 4     | Monika Hojnisz-Staręga     | +37,5   | 0+0+1+0      |
| 5     | Justine Braisaz            | +44,1   | 0+1+1+1      |
| 6     | Marte Olsbu Røiseland      | +48,4   | 0+0+1+2      |
| 7     | Lisa Hauser                | +59,9   | 0+0+0+1      |
| 8     | Ingrid Landmark Tandrevold | +1:09,0 | 0+0+0+2      |
| 9     | Dorothea Wierer            | +1:09,6 | 1+0+0+2      |
| 10    | Markéta Davidová           | +1:22,5 | 0+2+0+0      |

Gemeldet und am Start: 30 Athletinnen
Auch für die amtierende Weltmeisterin und Olympiasiegerin im Einzel Hanna Öberg bildete der Erfolg im Massenstart den ersten Sieg der Saison. Im letzten Rennen vor der Saison setzte sich die Schwedin, trotz eines Schießfehlers, vor ihren Konkurrentinnen Vittozzi und Bescond durch, die jeweils fehlerfrei geblieben waren. Aus deutscher Sicht verlief das letzte Rennen vor den Weltmeisterschaften alles andere als erfolgreich. Als Beste kam Denise Herrmann mit fünf Fehlern am Schießstand und gut zwei Minuten Rückstand als 15. über die Ziellinie. Damit haben mit Denise Herrmann, Franziska Preuß und Vanessa Hinz nur drei deutsche Damen die internen Qualifikationsnormen des DSV erfüllt.
Nicht viel erfolgreicher verlief das Rennen aus der Sicht des Schweizer Teams. Als beste Athletin ihres Landes kam Lena Häcki als 14. ins Ziel, also einen Rang vor Deutschlands Bester Denise Herrmann.

## Auswirkungen

### Auf den Gesamtweltcup
Nach seiner Rückkehr aus der „Babypause“ konnte Johannes Thingnes Bø mit seinen zwei erreichten Podestplätzen wieder einige Plätze in der Gesamtwertung aufholen, lag aber noch 119 Punkte hinter dem weiterhin Führenden Martin Fourcade. Auch der beste Deutsche, Benedikt Doll, konnte sich weiter verbessern. Nachdem er zwei Top-fünf-Resultate erzielen konnte, lag der Deutsche auf Rang 7.
Obwohl Tiril Eckhoff beim Massenstart nicht an den Start gegangen war, konnte die Norwegerin ihre Führung im Gesamtweltcup behalten. Allerdings schrumpfte ihr Vorsprung auf 15 Punkte (gegenüber 42 in der Vorwoche). Mit ihrem Erfolg im Einzel untermauerte Denise Herrmann ihre Stellung als beste Deutsche der Saison. Mit 419 Zählern war sie auf Rang 4 zu finden. Nach zwei guten Ergebnissen (unter anderem der zweite Platz im Massenstart) rückte auch Lisa Vittozzi erstmals in dieser Saison unter die besten Zehn des Gesamtweltcups nach dem Abschluss einer Weltcupstation, nachdem sie in der letzten Saison noch den zweiten Platz im Gesamtweltcup belegte und die kleine Kristallkugel im Einzel gewann.
| Rang | Name                       | Punkte | Siege | Verän- derung |
| ---- | -------------------------- | ------ | ----- | ------------- |
| 1    | Martin Fourcade            | 601    | 5     |               |
| 2    | Quentin Fillon Maillet     | 532    | 1     |               |
| 3    | Johannes Thingnes Bø       | 482    | 6     |               |
| 4    | Simon Desthieux            | 479    |       |               |
| 5    | Tarjei Bø                  | 461    |       |               |
| 6    | Alexander Loginow          | 436    |       |               |
| 7    | Benedikt Doll              | 415    | 1     |               |
| 8    | Émilien Jacquelin          | 401    |       |               |
| 9    | Johannes Dale              | 398    |       |               |
| 10   | Vetle Sjåstad Christiansen | 372    |       |               |

| Rang | Name                       | Punkte | Siege | Verän- derung |
| ---- | -------------------------- | ------ | ----- | ------------- |
| 1    | Tiril Eckhoff              | 524    | 6     |               |
| 2    | Dorothea Wierer            | 509    | 2     |               |
| 3    | Hanna Öberg                | 456    | 1     |               |
| 4    | Denise Herrmann            | 419    | 1     |               |
| 5    | Julia Simon                | 385    |       |               |
| 6    | Ingrid Landmark Tandrevold | 384    |       |               |
| 7    | Marte Olsbu Røiseland      | 381    | 1     |               |
| 8    | Justine Braisaz            | 380    | 1     |               |
| 9    | Paulína Fialková           | 353    |       |               |
| 10   | Lisa Vittozzi              | 325    |       |               |

### Im deutschen Team
Im Anschluss an die Wettkämpfe auf der Pokljuka gab der Deutsche Ski Verband die Teilnehmer für die anschließenden Weltmeisterschaften bekannt. Sowohl im Herren- als auch im Damenteam fehlten mit Simon Schempp und Franziska Hildebrand zwei ehemalige Weltmeister. Erik Lesser wurde, trotz der nur halb erfüllten Norm, nominiert. Hinzu kamen mit Benedikt Doll, Arnd Peiffer, Philipp Horn, Johannes Kühn und Philipp Nawrath die fünf Athleten, die die Norm im Laufe der Saison voll umfänglich erfüllt hatten. Bei den deutschen Biathletinnen wurden, zusätzlich zu denjenigen mit erfüllter Norm (Denise Herrmann, Franziska Preuß & Vanessa Hinz), noch Karolin Horchler und Janina Hettich berufen.

## Debütanten
Folgende Athleten nahmen zum ersten Mal an einem Biathlon-Weltcup teil. Dabei kann es sich sowohl um Individualrennen, aber auch um Staffelrennen handeln.
| Männer          | Frauen        |
| --------------- | ------------- |
| Oskar Brandt    | Emily Dickson |
| Kirill Strelzow | Anna Hedstrom |
|                 | Hongru Chen   |
| Lotte Lie       |               |